# Логинов, Владимир Вячеславович
Владимир Вячеславович Логинов (1 января 1981, Одинцово, Московская область, СССР) — российский хоккеист, защитник. В настоящее время является свободным агентом.

## Карьера
Первые шесть сезонов в профессиональной карьере провёл за «Крылья Советов», затем два неполных — за «Салават Юлаев», конец сезона 2005/2006 провёл в московском «Динамо», затем два сезона за «Сибирь» и сезон за «Спартак». Сезон 2010/11 начал в ханты-мансийской «Югре». 17 января 2011 года подписал контракт до конца сезона с новокузнецким «Металлургом». 4 октября 2012 года «Металлург» объявил о расторжении контракта с игроком. В этот же день подписал контракт с хабаровским «Амуром» до конца сезона.

## Статистика
| Легенда | Легенда                    | Легенда | Легенда                   | Легенда | Легенда    |
| ------- | -------------------------- | ------- | ------------------------- | ------- | ---------- |
| И       | Количество проведённых игр | Штр     | Штрафное время            | +/−     | Плюс-минус |
| Г       | Голы                       | П       | Голевые передачи          | О       | Очки       |
| -       | Статистика неизвестна      | —       | Статистика не учитывалась |         |            |

### Клубная
- a В «Регулярном сезоне» учитывается статистика игрока совместно с Переходным турниром.
- b В «Плей-офф» учитывается статистика игрока в Кубке Надежды.

## Достижения
Командные
| Год  | Команда        | Достижение                       | Достижение |
| ---- | -------------- | -------------------------------- | ---------- |
| 2001 | Крылья Советов | Выход в Суперлигу из Высшей лиги |            |
| 2019 | Сахалин        | Чемпион ALIH                     |            |